# Lecithocera
Lecithocera là một chi bướm đêm thuộc họ Lecithoceridae.

## Các loài
- Lecithocera acuta Wadhawan & Walia, 2007
- Lecithocera alpestra Park, 2005
- Lecithocera altusana K.T.Park, 1999
- Lecithocera anglijuxta C. Wu, 1997
- Lecithocera angustiella K.T.Park, 1999
- Lecithocera atricastana K.T.Park, 1999
- Lecithocera aulias Meyrick, 1910
- Lecithocera barbifera Meyrick, 1922
- Lecithocera bimaculata K.T.Park, 1999
- Lecithocera caviella Park, 2005
- Lecithocera chartaca Wu & Liu, 1993
- Lecithocera chersitis Meyrick, 1918
- Lecithocera chlorogastra Meyrick, 1922
- Lecithocera cornutima K.T. Park, 2009
- Lecithocera daebuensis K.T. Park, 1999
- Lecithocera diligens Meyrick, 1922
- Lecithocera diplosticta Meyrick, 1922
- Lecithocera erecta Meyrick, 1935
- Lecithocera excaecata Meyrick, 1922
- Lecithocera fascicula K.T.Park, 1999
- Lecithocera fascinatrix Meyrick, 1935
- Lecithocera fuscosa K.T.Park, 1999
- Lecithocera glabrata (C.S.Wu & liu, 1992)
- Lecithocera indigens (Meyrick, 1914)
- Lecithocera lamprodesma Meyrick, 1922
- Lecithocera latiola K.T.Park, 1999
- Lecithocera magna Park, 2005
- Lecithocera megalopis Meyrick, 1916
- Lecithocera mepsina K.T. Park, 2006
- Lecithocera mesosura C.S. Wu & K.T. Park, 1999
- Lecithocera metacausta Meyrick, 1910
- Lecithocera metopaena C.S. Wu & K.T. Park, 1999
- Lecithocera montiatilis K.T. Park, 2009
- Lecithocera pakiaensis K.T. Park, 2009
- Lecithocera palingensis K.T.Park, 1999
- Lecithocera paralevirota K.T.Park, 1999
- Lecithocera pelomorpha Meyrick, 1931
- Lecithocera perigypsa Meyrick, 1922
- Lecithocera plicata C.S. Wu & K.T. Park, 1999
- Lecithocera pogonikuma C.S. Wu & K.T. Park, 1999
- Lecithocera pulchella K.T.Park, 1999
- Lecithocera rotundata Gozmány, 1978
- Lecithocera rubigona K.T. Park, 2006
- Lecithocera serena Gozmány, 1978
- Lecithocera shanpinensis K.T.Park, 1999
- Lecithocera similis K.T. Park, 2006
- Lecithocera thaiheisana K.T.Park, 1999
- Lecithocera theconoma Meyrick, 1926
- Lecithocera tienchiensis K.T.Park, 1999
- Lecithocera xanthoantennalis Wadhawan & Walia, 2007
- Lecithocera xanthocostalis Wadhawan & Walia, 2007
- Lecithocera xylogramma Meyrick, 1922
- Lecithocera yoshiyasui K.T. Park, 2006

## Hình ảnh

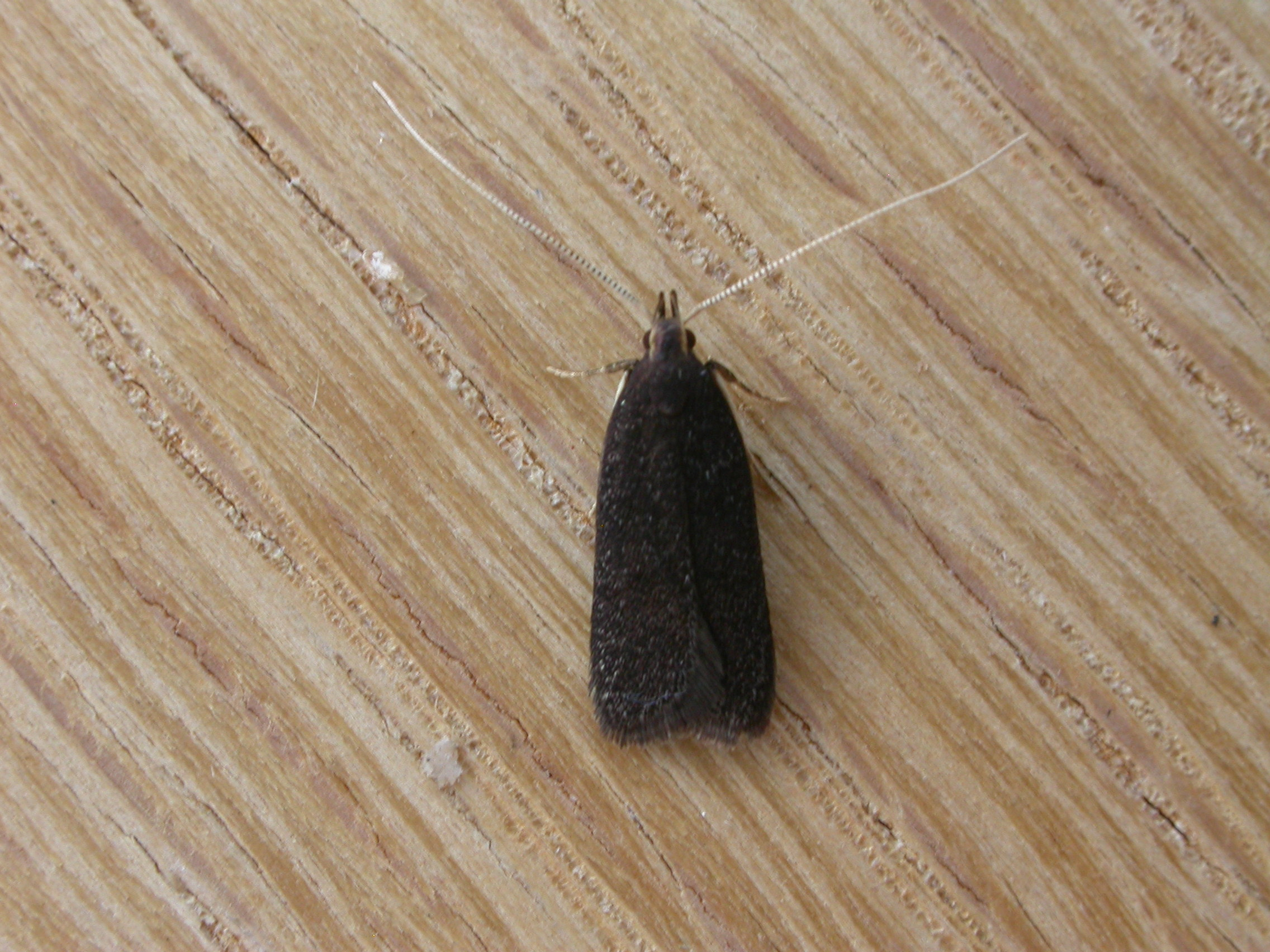